# Тітаренко Сергій Валерійович
Сергі́й Вале́рійович Тітаре́нко (нар. 4 жовтня 1984, м. Ромни, Сумська область Українська РСР) — український військовий льотчик, миротворець, майор Збройних сил України, штурман 16-ї окремої бригади армійської авіації, учасник російсько-української війни.

## Життєпис
1999—2001 — навчання у Чернігівському ліцеї з посиленою військово-фізичною підготовкою.
2001—2005 — навчання у Харківський університет Повітряних Сил ім. Івана Микитовича Кожедуба.
2005 розпочав службу в авіаційній бригаді у м. Броди на Львівщині. 2012 брав участь у миротворчій операції в Конго.
Майор, штурман вертолітної ланки вертолітної ескадрильї 16-ї окремої бригади армійської авіації 8-го армійського корпусу Сухопутних військ Збройних сил України, в/ч А2595, м. Броди.
У зв'язку з російською збройною агресією проти України 8 березня 2014 вирушив на Схід, у складі екіпажу вертольота виконував завдання з доставлення вантажів та особового складу в зоні проведення антитерористичної операції.
4 червня 2014 року два вертольоти Мі-24 вилетіли на бойове завдання з ліквідації терористичного кубла за 4 км від Слов'янська, що обстрілювало місто і позиції сил АТО. Був штурманом в екіпажі підполковника Валентина Цигульського, терористи поцілили у вантажну кабіну. Після того пролунав другий вибух — обстрілювали із ПЗРК та великокаліберних кулеметів. Вертоліт впав з висоти 100 метрів на дерева, вогонь охопив кабіну, де перебував Тітаренко, вибратися не зміг — не відчував ані рук, ані ніг, був зламаний хребет. Витягнув його, обгораючи, підполковник Цигульський.
Тяжко травмованого штурмана доставили у Харків, де надали першу допомогу, далі — у Київський військовий клінічний госпіталь, в реанімаційне відділення. Понад місяць був підключений до апарата штучної вентиляції легенів. За гроші, зібрані родичами, волонтерами та благодійниками поїхав на лікування в Німеччину. Після операції Сергію допомагали українці з діаспори, — доглядали, придбали візок. Упродовж року дружина Наталя майже не відходила від прикутого спочатку до ліжка, а потім до інвалідного візка чоловіка. Він вижив, а от Наталі не стало, син Юрчик, який народився навесні 2014 року, залишився без матері.
Сергій каже, що зробить все можливе, аби стати на ноги, облаштувати власний дім і виховувати в ньому дітей.
Здобув спеціальність військового психолога, допомагає бійцям, які повертаються з фронту.

## Нагороди
20 червня 2014 року — за особисту мужність і героїзм, виявлені у захисті державного суверенітету та територіальної цілісності України, вірність військовій присязі та незламність духу, відзначений — нагороджений орденом Богдана Хмельницького III ступеня.
24 серпня 2012 року — за вагомий особистий внесок у захист державного суверенітету, забезпечення конституційних прав і свобод громадян, зміцнення економічної безпеки держави, зразкове виконання службового обов'язку та з нагоди 21-ї річниці незалежності України, — нагороджений орденом «За мужність» ІІІ ступеня.

## Факти з життя
Ще в дитинстві навчився вишивати. Це вміння допомогло під час лікування — розробляв пальці.
Разом з Аничкою Чеберенчик написав пісню для соціально-мистецького проекту «Пісні війни», яка має назву «Настане мирний час». Аничка мешкає в США, дала десятки благодійних концертів та зібрала понад сто тисяч доларів для реабілітації українських захисників.